# Arul Nool

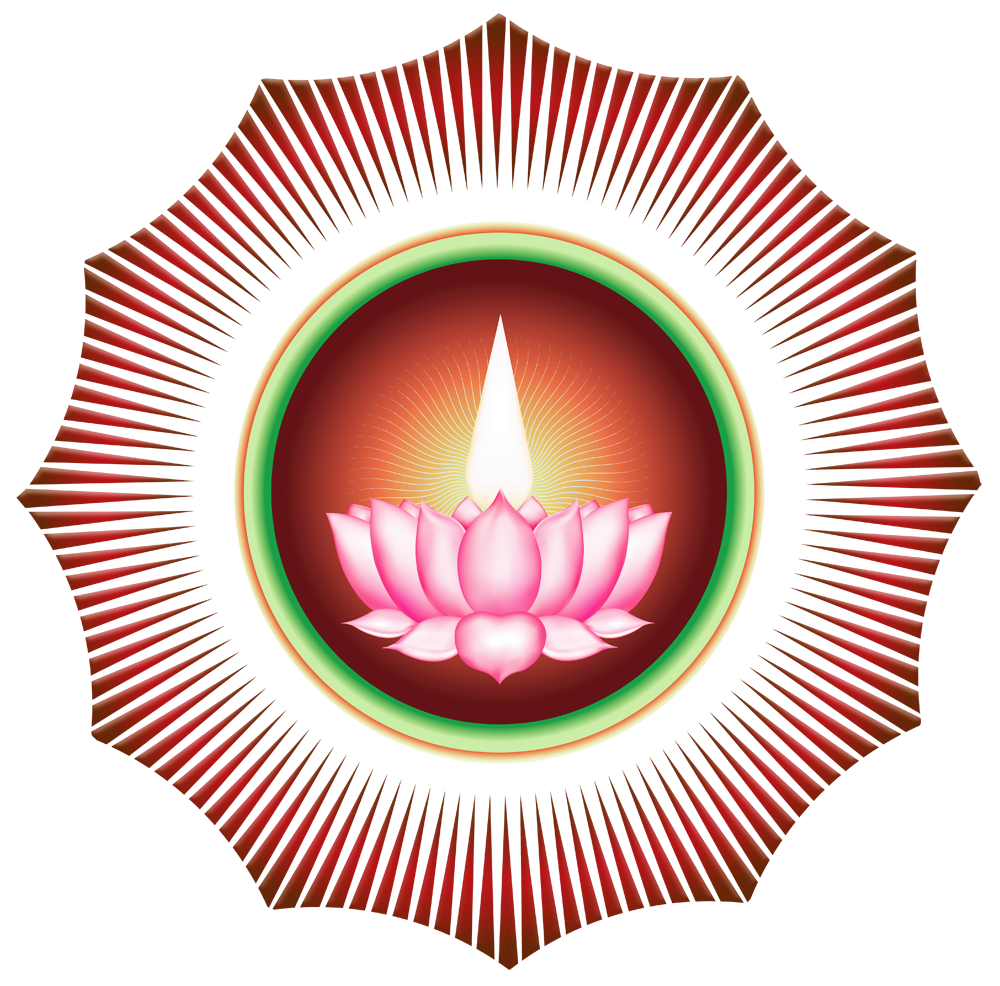
Le symbole d'Ayyavazhi

L'Arul Nool est un supplément au Akilattirattu Ammanai (principal livre sacré de la religion Ayyavazhi), et est également considéré comme texte sacré de l'Ayyavazhi, ramification de l'hindouisme. Ce livre contient la collection des messages donné par Ayya Vaikundar à ses disciples (Seedars ou Arulalarkal), dont les noms sont inconnus. Il n'y a pas d'indication précise quant à la date à laquelle ce livre a été composé.

## Parties
- Dans cette littérature, il y a plusieurs sous-sections contenant des prières pour le culte: Ukappadippu, Ucchippadippu, Vazhappadippu et Pothippu.
- Ayya Cicarukku chonna pathiram, Ayya Cicarukku chonna Sivakanta atikara pathiram et Tinkalpatam sont des instructions données sur plusieurs aspects de la vie, incluant le comportement pour le culte. Les instructions que l'on y trouve sont généralement des reformulations de celles donnés dans l'Akilathirattu.
- Natuthirvai Ula est un ensemble de prédictions pour le jour du jugement.
- Kalyana Vazhthu est une chanson de félicitations destinée à être changé pendant les mariages en l'honneur des couples.
- Saptha kannimar patal est une autre formulation de l'histoire des sept vierges donné dans l'Akilathirattu.
- Panchatevar Urpatthi est à propos de cinq divinités appelés Sivaimargal, que l'on pense être les soldats de Ayya Vaikundar.

Le mot Ukappadippu en Tamoul signifie la chanson d'Aeon. Ce mot est présent dans l'Arul Nool et ne doit pas être confondu avec Uccippadippu, signifiant les choses à chanter à midi. 
- L'Ukappadippu consiste en six versets, chacun étant chanté onze fois par les adeptes dans les pathis (principaux lieux sacrés) et Nizhal Thangal (temples), deux fois par jour: à l'aube et au crépuscule, après le service appelé Panividai.
- L'Uccippadippu est la prière que l'on chante dans les Pathis et Nizhal Thangals, exactement à midi. On le retrouve dans l'Arul Nool.

- La partie Panchathevar Urppatthi nous renseigne quant à la façon dont les Sivaimar ont été créés.
- La partie Natuttheervai Ula nous renseigne sur les évènements lors du jour du jugement dernier.

## Sources
- (en) Cet article est partiellement ou en totalité issu de l’article de Wikipédia en anglais intitulé « Arul Nool » (voir la liste des auteurs).